# Косаричи
Коса́ричи (бел. Касарычы) — деревня в составе Катковского сельсовета Глусского района Могилёвской области Белоруссии.

## Население
- 1555 год — нет данных
- 1692 год — около 500 человек (53 двора)
- 1790 год — около 900 человек (104 двора)
- 1885 год — 260 человек, 25 дворов
- 1897 год — 548 человек, 82 двора (данные переписи Российской империи)
- 1907 год — 601 человек
- 1917 год — 560 человек, 82 двора
- 1926 год — 549 человек, 125 дворов (данные переписи)
- 1996 год — 121 человек, 63 двора
- 1999 год — 120 человек
- 2006 год — 80 человек
- 2009 год — 53 человека
- 2015 год — 25 человек